# Служба військової контррозвідки (Німеччина)
Служба військової контррозвідки Німеччини (нім. Amt für den militärischen Abschirmdienst, MAD); а до 1984 року (нім. Amt für Sicherheit der Bundeswehr (ASBw)) — одна з трьох федеральних спецслужб Німеччини, підрозділ Бундесверу, що відповідає за військову контррозвідку.
Штаб-квартира «MAD» знаходиться в Кельні. «MAD» має 12 територіальних підрозділів на всій території Німеччини і 40 мобільних підрозділів. Штат організації налічує близько 1300 військових і цивільних співробітників, річний бюджет у 200р р. склав 73 млн євро (і 70 млн євро був у 2008 році).

## Історія
Після формування Бундесверу в 1955 році, в січні 1956 р. була створена «MAD» як підрозділ Бундесверу й існувала до 1984 р. під назвою нім. Amt für Sicherheit der Bundeswehr (ASBw), тобто «Служба безпеки Бундесверу». У вересні 1984 р. була реорганізована, а в її штатний розклад були введені посади для цивільних службовців. До 1990 р. «MAD» мала 28 регіональних відділень. Після об'єднання Німеччини і поглинання Бундесвером Національної народної армії НДР, а також завершення виведення частин радянської армії з території колишньої НДР в 1994 р. було проведено скорочення загальної чисельності Бундесверу і скорочення числа територіальних підрозділів «MAD» до 12.
Протягом історії «MAD» неодноразово виникали скандали. Зокрема, коли «MAD» очолював Герд-Гельмут Комоса, служба вела таємне спостереження за будинком секретаря міністра закордонних справ ФРН Георгом Лебером, запідозреного в шпигунстві на користь НДР, без відома самого міністра. Г. Лебер був проінформований про незаконне стеження на початку 1978 року, після чого пішов у відставку всупереч волі тодішнього канцлера Гельмута Шмідта. До того ж Г. Лебер не повідомив про факт стеження бундестагові, і ця історія набула розголосу після публікації в журналі «Quick» 26 жовтня 1978 р.
Інший скандал, пов'язаний з «MAD» — це так звана «справа Кіслінґа» 1983 року, коли в результаті розслідувань «MAD» генерал Гюнтер Кіслінг, заступник командувача Об'єднаними збройними силами НАТО в Європі, на підставі звинувачень в гомосексуальності, отриманих із сумнівних джерел, був визнаний «неблагонадійним» з точки зору безпеки НАТО і достроково відправлений у відставку. Згодом Г. Кісслінґ був реабілітований.
З метою поліпшення свого іміджу «MAD» вдалася до публікації коміксів в журналі «Y» виданого Бундесвером. У чорно-білих коміксах стилістики 1970-х років під назвою «Добрі агенти MAD» розповідається про типові ситуації зі служби (коли німецького солдата спокушає російська шпигунка, співробітники «MAD» рятують табір Бундесверу в Афганістані від бойовиків-ісламістів і т. д.).
У вересні 2012 р. відбувся черговий скандал: з'ясувалося, що «MAD» приховала від комісії бундестагу матеріали про стеження за активним учасником неонацистської банди «NSU» Уве Мундлосом, у зв'язку з чим керівник «MAD» Ульріх Біркенхайєр був викликаний в парламентську комісію для надання пояснень. У зв'язку з цим скандалом з'явилися заяви представників федерального міністерства оборони про те, що MAD буде перетворена в рамках майбутньої великої реформи силових структур ФРН.

## Завдання
Правовою основою діяльності «MAD» є федеральний закон від 20 грудня 1990 р., із змінами, внесеними статтею 8 Закону 22 квітня 2005 р.. Згідно з цими законами, «MAD» є контррозвідувальною організацією оборонного характеру, основними завданнями якої є запобігання саботажу і диверсіям в Бундесвері, боротьба з ворожою агентурою, впроваджуваної в збройні сили ФРН і виявлення «антиконституційної діяльності» в Бундесвері. Насправді «MAD» являє собою організацію з вельми широкими повноваженнями, які найчастіше не афішуються, але права вести військову розвідку у неї немає. Зазначену організацію очолює президент «MAD», який підпорядкований федеральному міністрові оборони Німеччини. Що діє в постійній взаємодії з Федеральною розвідувальною службою Німеччини, Федеральною службою захисту конституції Німеччини та розвідувальними службами НАТО.

## Структура
Організаційна структура «MAD» включає такі підрозділи як:
- Департамент I: Центральний апарат
- Департамент II: Боротьба з екстремізмом і тероризмом
- Департамент III: Контррозвідка і оперативне забезпечення безпеки
- Департамент IV: Захист таємниць (персональних даних та даних про об'єкти)
- Департамент V: Технічні служби.

Територіальна структура «MAD» включає 12 підрозділів:
- «MAD-Stelle 11» у місті Кіль
- «MAD-Stelle 21» — Ганновер
- «MAD-Stelle 22» — Вільгельмсгафен
- «MAD-Stelle 31» — Гільден
- «MAD-Stelle 41» — Майнц
- «MAD-Stelle 42» — Кобленц
- «MAD-Stelle 51» — Штутгарт
- «MAD-Stelle 61» — Мюнхен
- «MAD-Stelle 62» — Амберг
- «MAD-Stelle 71» — Лейпциг
- «MAD-Stelle 81» — Швіловзе
- «MAD-Stelle 82» — Росток.

## Керівники
| Керівники Служби військової контррозвідки Німеччини |                           |          |
| Період                                              | Особа                     | Примітки |
| 1955–1964 роки                                      | Йозеф Шельмар             |          |
| 1964–1967 рр.                                       | Генріх Зеліґер            |          |
| 1967–1972 рр.                                       | Армін Ек                  |          |
| 1972–1977 рр.                                       | Пауль-Альберт Шерер       |          |
| 1977–1980 рр.                                       | Ґерд-Гельмут Комоса       |          |
| 1980–1982 рр.                                       | Клаус Фольмер             |          |
| 1982–1983 рр.                                       | Ельмар Шмахлінґ           |          |
| 1983–1984 рр.                                       | Гельмут Берендт           |          |
| 1984–1987 рр.                                       | Губертус Занф             |          |
| 1987–1991 рр.                                       | Вінфред Швенке            |          |
| 1991–2003 рр.                                       | Рудольф фон Хьоґен        |          |
| 2003–2008 рр.                                       | Ріхард Альф               |          |
| 2008–2010 рр.                                       | Ґеорґ Фрайхер фон Брандіс |          |
| 2010–2012 рр.                                       | Карл-Хайнц Брюсельбах     |          |
| з липня 2012 р. — донині                            | Ульріх Біркенхайєр        |          |